# Phrurolithus dianchiensis
Phrurolithus dianchiensis är en spindelart som beskrevs av Yin et al. 1997. Phrurolithus dianchiensis ingår i släktet Phrurolithus och familjen flinkspindlar. Inga underarter finns listade i Catalogue of Life.